# 杰夫·福修
杰夫·福修（英語：Jeff Forshaw，1968年2月26日—）是一位爱尔兰裔英国粒子物理學家，专攻量子色動力學，现为曼彻斯特大学教授，科普作品有《为什么E=mc²？相对论普及读本》（Why Does E=mc2?，与布萊恩·考克斯合著）等。